# Paoletta Magoni
Paoletta Magoni, född 14 september 1964 i Selvino, är en italiensk före detta alpin skidåkare.
Magoni blev olympisk mästare i slalom vid vinterspelen 1984 i Sarajevo.